# 莫什基夫
50°34′13″N 25°47′52″E / 50.57028°N 25.79778°E
莫什基夫（烏克蘭語：Мошків），是烏克蘭西北部的村莊，隸屬里夫內州的杜布諾區。該村始建於1594年，面積11.5平方公里，海拔高度239米，2001年人口191，人口密度每平方公里16.6人。